# Гай Сентій Сатурнін (консул 19 року до н.е.)
Гай Сентій Сатурнін (60 рік до н. е. — 14 рік н.е.) — політичний та військовий діяч Римської імперії, консул 19 року до н. е.

## Життєпис
Походив з роду нобілів Сентіїв. Син Гая Сентія Сатурніна, сенатора. Народився у м.Атіна (Лаціум). Узяв участь у громадянських війнах, які почали вслід за вбивством Гая Юлія Цезаря. Спочатку підтримував Секста Помпея. Втім незабаром після укладання Мізенського миру, у 37 році до н. е. перейшов на бік Октавіана Августа. З цього моменту Сентій повністю підтримував останнього.
У 19 році до н. е. обрано консулом разом з Квінтом Лукрецієм Веспілоном. Під час своєї каденції придушив змову Марка Егнація Руфа, якій підбурював народ проти імператора. У 14—13 роках до н. е. був проконсулом у провінції Африка. З 9 до 7 року до н. е. як імператорський легат—пропретор керував провінцією Сирія. На цій посаді провів дослідження економічного та майнового стану Юдеї. Допомагав царю Іроду Великому захищати країни від арабських грабіжників, відновити лад у містах. Після цього з 6 до 3 року до н. е. був імператорським легатом у Трансальпійській Галії та Германії.
З 4 до 6 року був легатом Тиберія під час походів до Германії. Особливо відзначився Гай Сентій під час походів, коли римська армія досягла ріки Ельби. На успіхи під час цієї кампанії Сатурнін отримав тріумф.

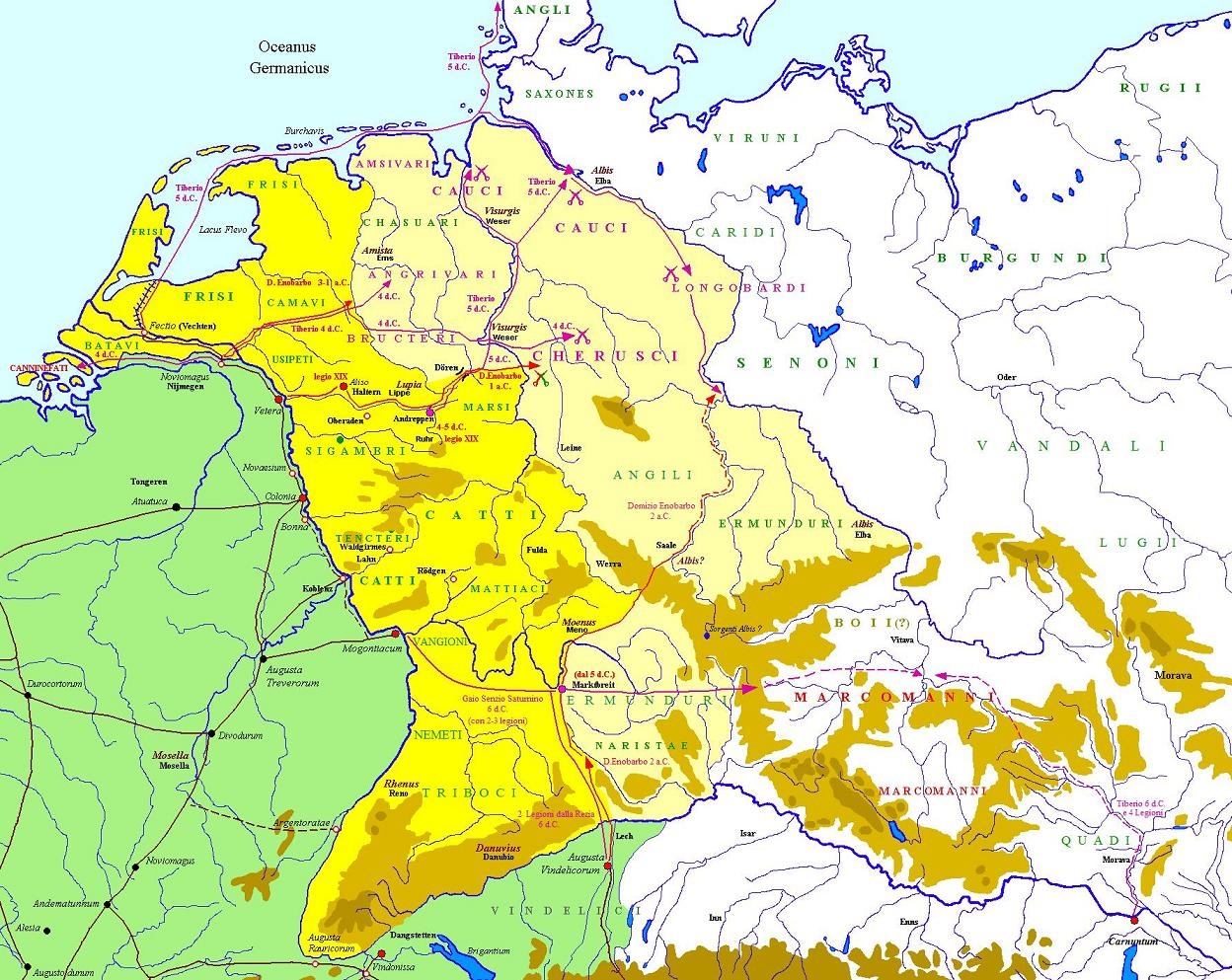
Походи Тиберія та Сатурніна до Германії

У 6 році Сатурнін разом з Тиберієм готував військову кампанію проти маркоманів. Сентій повинен був з 5 легіонами рушити з Могонціака (сучасне м.Майнц) назустріч армії Тиберія з 4 легіонів, який готувався виступити з Карнунта (Панонія). Втім на 5—й день походу прийшла звістка про повстання у Панонії. У зв'язку з цим Сентій завершив війну проти маркоманів. після цього Сатурнін керував провінцією Германія до 7 року.

## Родина
- Гай Сентій Сатурнін, консул 4 року.
- Гней Сентій Сатурнін, консул-суфект 4 року.